# Marcel Zanini

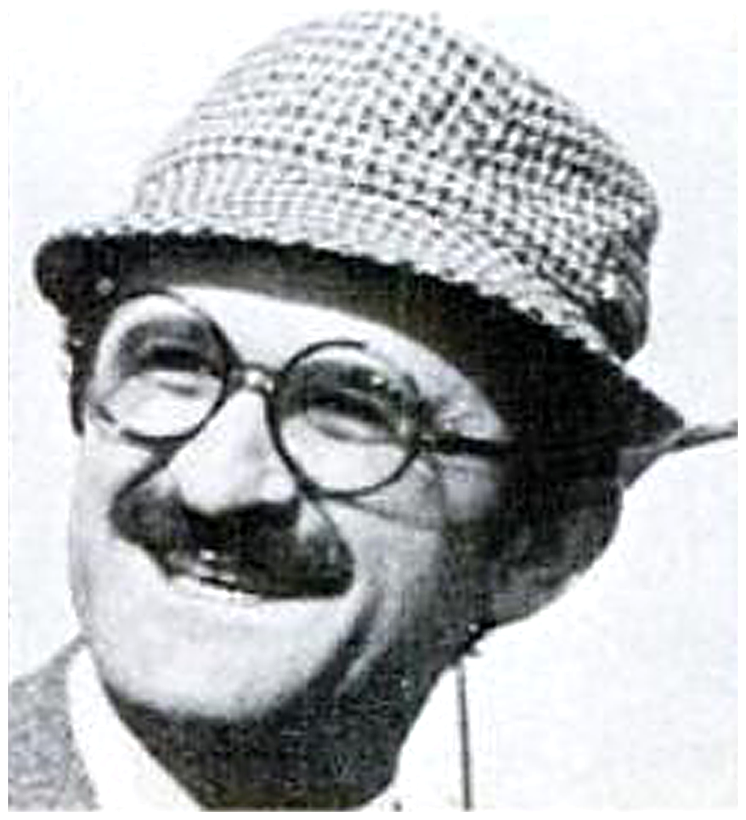
Marcel Zanini (1970)

Marcel Zanini (* 9. September 1923 in Istanbul; † 18. Januar 2023 in Paris) war ein französischer Jazzmusiker (Klarinette, Tenorsaxophon) und Chansonnier, der auch als Schauspieler tätig war.

## Leben und Wirken
Zanini kam mit seiner Familie 1930 nach Marseille, wo er aufwuchs. 1942 begann er, Klarinette zu spielen. Seine Karriere begann er 1946 im Orchester von Léo Missir. 1950 gründete der Klarinettist seine eigene Band, zu der Georges Arvanitas gehörte. Zwischen 1954 und 1958 arbeitete er in New York City mit Buck Clayton, Sol Yaged und Herman Autrey; auch berichtete er als Korrespondent für die Zeitschrift Jazz Hot. Nach seiner Rückkehr nach Marseille gründete er dort eine neue Band, mit der er in den nächsten zehn Jahren auftrat. 1968 zog er nach Paris, wo er 1969 als Sänger mit seiner Adaption von Wilson Simonals Nem vem que não tem als  Tu veux ou tu veux pas einen Hiterfolg hatte. Neben der Gesangskarriere spielte er weiterhin mit seinem Sextett in den Jazzclubs und auf Festivals. 1978 gründete er mit Moustache, Michel Attenoux und François Guin die Formation Les petits Français, die u. a. Jazz-Versionen der Chansons von Georges Brassens aufnahm.
Sein Sohn Marc-Édouard Nabe begleitete ihn manchmal auf der Gitarre.
Zanini starb am 18. Januar 2023 im Alter von 99 Jahren in einem Pariser Krankenhaus.

## Diskographische Hinweise
- Brassens-Moustache jouent Brassens en jazz (Philips; 1979)
- Master série (Polygram; 1994)
- Peu de choses (Frémeaux & Associés; 2002)
- Rive Gauche 1976-1985 (mit Sam Woodyard, Milt Buckner, Marc-Edouard Nabe), (Frémeaux & Associés)
- Saint-Germain-des-Prés (mit Sam Woodyard) (Frémeaux & Associés)

## Filmografie
- 1986: Autour de minuit, Regie Bertrand Tavernier
- 1989: La Vie et rien d'autre, Regie Bertrand Tavernier

## Lexikalischer Eintrag
- Philippe Carles, André Clergeat, Jean-Louis Comolli: Le nouveau dictionnaire du jazz. Édition Robert Laffont, Paris 2011, ISBN 978-2-221-11592-3.